# Nouveau Parti communiste des Pays-Bas
 (janvier 2010).
Si vous disposez d'ouvrages ou d'articles de référence ou si vous connaissez des sites web de qualité traitant du thème abordé ici, merci de compléter l'article en donnant les références utiles à sa vérifiabilité et en les liant à la section « Notes et références ».
Le Nouveau Parti communiste des Pays-Bas (en néerlandais : Nieuwe Communistische Partij Nederland, NCPN) est un parti politique communiste néerlandais, fondé en 1992 par la Ligue des communistes aux Pays-Bas (en) (VCN) et d'anciens membres du Parti communiste des Pays-Bas (CPN) regroupés au sein du Forum horizontal des communistes (Horizontaal Overleg Communisten, HOC)
Le NCPN publie un mensuel intitulé Manisfest (« Le Manifeste ») avec des nouvelles nationales et internationales ainsi que d'importantes contributions théoriques. Manifest est créé comme un journal communiste indépendant en 1982. Après la création de la VCN en 1999, il en devient l'organe officiel.
Le NCPN est un parti national. Il a une représentation locale dans plusieurs régions et municipalités à travers le pays.

## Histoire
En 1982, un groupe de membres du CPN, en désaccord avec la direction et notamment quant à la coopération du parti avec d'autres partis de gauche, créé le journal Manifest. En 1984, ce groupe fonde la Ligue des communistes aux Pays-Bas (VCN). Après la dissolution formelle du CPN dans la Gauche verte, la VCN et le HOC fusionnent au sein du NCPN en 1992.
En 1999, la branche locale du NCPN de la municipalité de Scheemda scissionne et constitue en tant que Parti communiste unifié (Verenigde Communistische Partij).

## Élections
Aux élections municipales de 2006, le parti se présente dans les communes suivantes :
- Amersfoort, 242 votes (0,4 %), aucun siège
- Amsterdam, 490 votes (0,2 %), aucun siège
- Enschede, 291 votes (0,5 %), aucun siège
- Groningen, 539 votes (0,6 %), aucun siège
- Heiloo, 1025 votes (9,2 %), 1 siège (Il y avait assez de voix pour obtenir deux sièges mais le parti ne présenta qu'un seul candidat).
- Lemsterland, 1038 votes (16,3 %), trois sièges
- Reiderland, 621 votes (18,3 %), deux sièges

Une liste communiste dissidente obtient 10,4 % dans la commune de Scheemda.

## International
Le NCPN participe au Séminaire communiste international de Bruxelles jusqu'en 2014 et à la Rencontre internationale des partis communistes et ouvriers.

## Jeunesse
Une organisation de jeunesse, le Mouvement de la jeunesse communiste, est fondée le 21 septembre 2003. Les membres du CJB ne sont pas automatiquement membres du NCPN, le CJB étant une organisation indépendante.